# Сала Болонезе
Са̀ла Болонѐзе (на италиански: Sala Bolognese, на местен диалект Sèla Bulgnàisa, Села Булняйса) е община в северна Италия, провинция Болоня, регион Емилия-Романя. Разположено е на 25 m надморска височина. Населението на общината е 8827 души (към 2011 г.).
Административен център на общината е малко градче Падуле (Padulle).